# Anders Lee
Anders Mark Lee, född 3 juli 1990, är en amerikansk professionell ishockeyforward som spelar för New York Islanders i National Hockey League (NHL). Han har tidigare spelat för Bridgeport Sound Tigers i American Hockey League (AHL); Notre Dame Fighting Irish i National Collegiate Athletic Association (NCAA) och Green Bay Gamblers i United States Hockey League (USHL).
Lee draftades av New York Islanders i sjätte rundan i 2009 års draft som 152:a spelare totalt.

## Statistik
| 2006–2007   | St. Thomas Cadets         |             | 31  | 24  | 17  | 41  | —   | —  | —  | —  | —  | —  |
| 2007–2008   | Edina Hornets             |             | 25  | 25  | 18  | 43  | 18  | 6  | 7  | 4  | 11 | —  |
| 2008–2009   | Edina Hornets             |             | 25  | 20  | 46  | 66  | 22  | 3  | 4  | 5  | 9  | 6  |
|             | Team Southwest            |             | 18  | 12  | 17  | 29  | —   | —  | —  | —  | —  | —  |
| 2009–2010   | Green Bay Gamblers        | USHL        | 59  | 35  | 31  | 66  | 54  | 12 | 10 | 12 | 22 | 13 |
| 2010–2011   | Notre Dame Fighting Irish | NCAA        | 44  | 24  | 20  | 44  | 16  | —  | —  | —  | —  | —  |
| 2011–2012   | Notre Dame Fighting Irish | NCAA        | 40  | 17  | 17  | 34  | 24  | —  | —  | —  | —  | —  |
| 2012–2013   | New York Islanders        | NHL         | 2   | 1   | 1   | 2   | 0   | —  | —  | —  | —  | —  |
|             | Notre Dame Fighting Irish | NCAA        | 41  | 20  | 18  | 38  | 37  | —  | —  | —  | —  | —  |
| 2013–2014   | New York Islanders        | NHL         | 22  | 9   | 5   | 14  | 14  | —  | —  | —  | —  | —  |
|             | Bridgeport Sound Tigers   | AHL         | 54  | 22  | 19  | 41  | 83  | —  | —  | —  | —  | —  |
| 2014–2015   | New York Islanders        | NHL         | 76  | 25  | 16  | 41  | 33  | 5  | 0  | 1  | 1  | 7  |
|             | Bridgeport Sound Tigers   | AHL         | 5   | 3   | 2   | 5   | 2   | —  | —  | —  | —  | —  |
| 2015–2016   | New York Islanders        | NHL         | 80  | 15  | 21  | 36  | 51  | —  | —  | —  | —  | —  |
| 2016–2017   | New York Islanders        | NHL         | 81  | 34  | 18  | 52  | 56  | —  | —  | —  | —  | —  |
| 2017–2018   | New York Islanders        | NHL         | 82  | 40  | 22  | 62  | 44  | —  | —  | —  | —  | —  |
| 2018–2019   | New York Islanders        | NHL         | 82  | 28  | 23  | 51  | 58  | 8  | 1  | 3  | 4  | 8  |
| 2019–2020   | New York Islanders        | NHL         | 37  | 11  | 11  | 22  | 35  | —  | —  | —  | —  | —  |
| NHL totalt  | NHL totalt                | NHL totalt  | 462 | 163 | 117 | 280 | 291 | 13 | 1  | 4  | 5  | 15 |
| AHL totalt  | AHL totalt                | AHL totalt  | 59  | 25  | 21  | 46  | 85  | —  | —  | —  | —  | —  |
| NCAA totalt | NCAA totalt               | NCAA totalt | 125 | 61  | 55  | 116 | 77  | —  | —  | —  | —  | —  |

### Internationellt
| Källa: Uppdaterad: 2019-12-31 | Källa: Uppdaterad: 2019-12-31 | Källa: Uppdaterad: 2019-12-31 |         | Utv = Utvisningsminuter | Utv = Utvisningsminuter | Utv = Utvisningsminuter | Utv = Utvisningsminuter | Utv = Utvisningsminuter |
| År                            | Lag                           | Mästerskap                    | Matcher | Mål                     | Assists                 | Poäng                   | Utv                     |                         |
| ----------------------------- | ----------------------------- | ----------------------------- | ------- | ----------------------- | ----------------------- | ----------------------- | ----------------------- | ----------------------- |
| 2015                          | USA                           | VM                            | 10      | 1                       | 4                       | 5                       | 2                       |                         |
| 2017                          | USA                           | VM                            | 8       | 5                       | 3                       | 8                       | 10                      |                         |
| 2018                          | USA                           | VM                            | 10      | 4                       | 0                       | 4                       | 4                       |                         |
| Senior totalt                 | Senior totalt                 | Senior totalt                 | 28      | 10                      | 7                       | 17                      | 16                      |                         |